# Arroyo del Mediano
El arroyo Mediano o del Mediano es un pequeño cauce fluvial de carácter temporal de la cuenca del río Manzanares, situado en el norte de la Comunidad de Madrid (España), en la comarca de la Cuenca Alta del Manzanares, siendo su municipio de referencia Soto del Real.

## Descripción
Nace en la vertiente sur de la sierra de Guadarrama, concretamente al pie del pico Asómate de Hoyos, en la Cuerda Larga. Desemboca en el embalse de Santillana, aunque antes de la construcción de éste vertía sus aguas directamente al río Manzanares. Su tramo alto discurre por el valle del Hueco de San Blas. Valle y arroyo adaptan su disposición a una fractura de dirección nornoroeste-sursureste.
Sus principales afluentes son el Mediano Chico y el conjunto formado por Matasanos, Herrada y Niestro. Tiene una cuenca de recepción de 90 km². Tiene en su cauce una pequeña represa ya casi por completo colmatada.
Es un típico arroyo de montaña mediterránea, con su máximo tras la fusión de las nieves en primavera, y su mínimo en verano, en el que su caudal desaparece.
En su parte baja se encuentra el área recreativa del arroyo del Mediano, situada al lado del cauce.